# Camille Aschman
Camille Aschman (20. července 1857, Bous – 23. února 1921, Brusel) byl lucemburský lékárník, chemik a fotograf.

## Životopis
V letech 1880 až 1881 spolupracoval v Bonnu - Poppelsdorfu s německým chemikem Friedrichem Augustem Kekulé von Stradonitzem (1829–1896). V letech 1883 až 1921 byl profesorem zemědělské školy a chemikem na školní pokusné stanici v Ettelbrücku.
Byl otcem chemika a fotografa Camilla Aschmanna juniora (1890-1964) a dědeček fotoreportéra Pola Aschmana.
Sbírka sbírka asi 500 000 negativů Camilla a Pol Aschmanových pokrývajících zprávy z let 1935 až 1988 je součástí archivu Fototéky Lucemburku.